# Nick Young
Nicholas Aaron Young (* 1. Juni 1985 in Los Angeles, Kalifornien), Spitzname Swaggy P, ist ein US-amerikanischer Basketballspieler, der zuletzt bei den Denver Nuggets in der NBA unter Vertrag stand. Young gilt als guter Scorer und Distanzschütze und kommt auf den Positionen Shooting Guard und Small Forward zum Einsatz. In der Saison 2017/18 wurde er mit den Golden State Warriors NBA-Champion.

## Karriere
Young spielte für die University of Southern California (von 2004 bis 2007) und wurde zweimal ins All-Pacific-10 First Team gewählt (2005/06 und 2006/07). Im NBA-Draft 2007 wurde er an 16. Stelle von den Washington Wizards ausgewählt. In der NBA bekam Young gegen Ende der Saison 2009/10 aufgrund des Abganges von Caron Butler und der Verletzung von Josh Howard mehr Spielzeit. Seitdem stand er in der Starting Five der Wizards. Am 11. Januar 2011 gelang ihm sein persönlicher Punkterekord mit 43 Punkten gegen die Sacramento Kings.
Im März 2012 wurde er von den Wizards im Rahmen eines Tauschgeschäfts zwischen drei Teams zu den Los Angeles Clippers abgegeben. Nach vier Monaten bei den Clippers unterzeichnete Young im Juli desselben Jahres einen Einjahresvertrag bei den Philadelphia 76ers.
Nach Ablauf seines Vertrages bei den 76ers erhielt Young kein neues Vertragsangebot von Seiten des Clubs. Er wechselte daraufhin zu den Los Angeles Lakers. Er führte zwar die Lakers am Ende der Saison mit 17,9 Punkten pro Spiel als Topscorer an, konnte sich jedoch nicht mit dem Team für die Playoffs qualifizieren. Im Zuge des Neuaufbaus bei den Lakers wurde Youngs Rolle jedoch in den nächsten Jahren eher kleiner. In der Saison 2016/17 legte er als Starter für die Lakers 13 Punkte pro Spiel auf.
Im Sommer 2017 unterschrieb er beim damaligen NBA-Champion, den Golden State Warriors. Er gewann mit den Warriors 2018 seine erste NBA-Meisterschaft. Sein Vertrag lief im Sommer aus und zum Saisonstart fand Young kein neues Team. 
Am 10. Dezember 2018 unterschrieb Young bei den Denver Nuggets einen Einjahresvertrag, nachdem diese zahlreiche Verletzungen zu beklagen hatten.

## Sonstiges
Nick Young ist auch für die zahlreichen auffälligen Schuhkreationen bekannt, die er während der Spiele trägt. Er war mit der australischen Rapperin Iggy Azalea liiert und ist der Cousin von Kendrick Lamar.
Im Internet kennt man ihn auch als Meme Confused Nick Young.